# Microhyla fusca
Espèce
Statut de conservation UICN

 DD  : Données insuffisantes
Microhyla fusca est une espèce d'amphibiens de la famille des Microhylidae.

## Répartition
Cette espèce est endémique de la province de Lâm Đồng au Viêt Nam. Elle n'est connue que dans sa localité type, Đà Lạt, qui se trouve sur le mont Lang Bian. Bien que cette région soit facilement accessible, aucune nouvelle observation n'a été faite depuis sa découverte.

## Taxinomie
Le statut taxonomique de cette espèce est incertain. Elle est très proche des espèces Microhyla annamensis et Microhyla erythropoda.

## Publication originale
- Andersson, 1942 : A small collection of frogs from Annam collected in the years 1938-1939 by Bertil Björkegren. Arkiv för Zoologi, vol. 34, p. 1-11.